# Ліси Японії

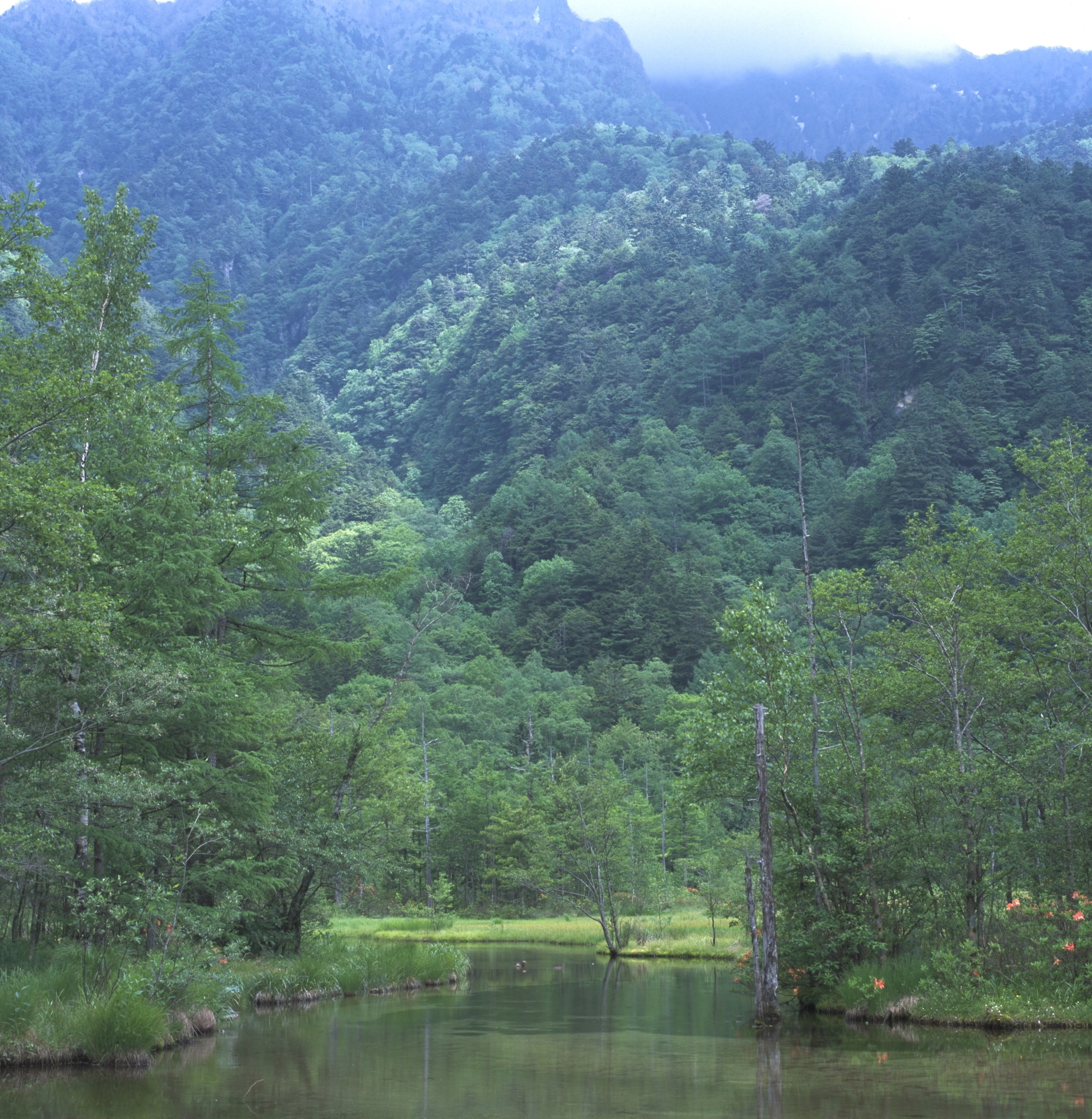

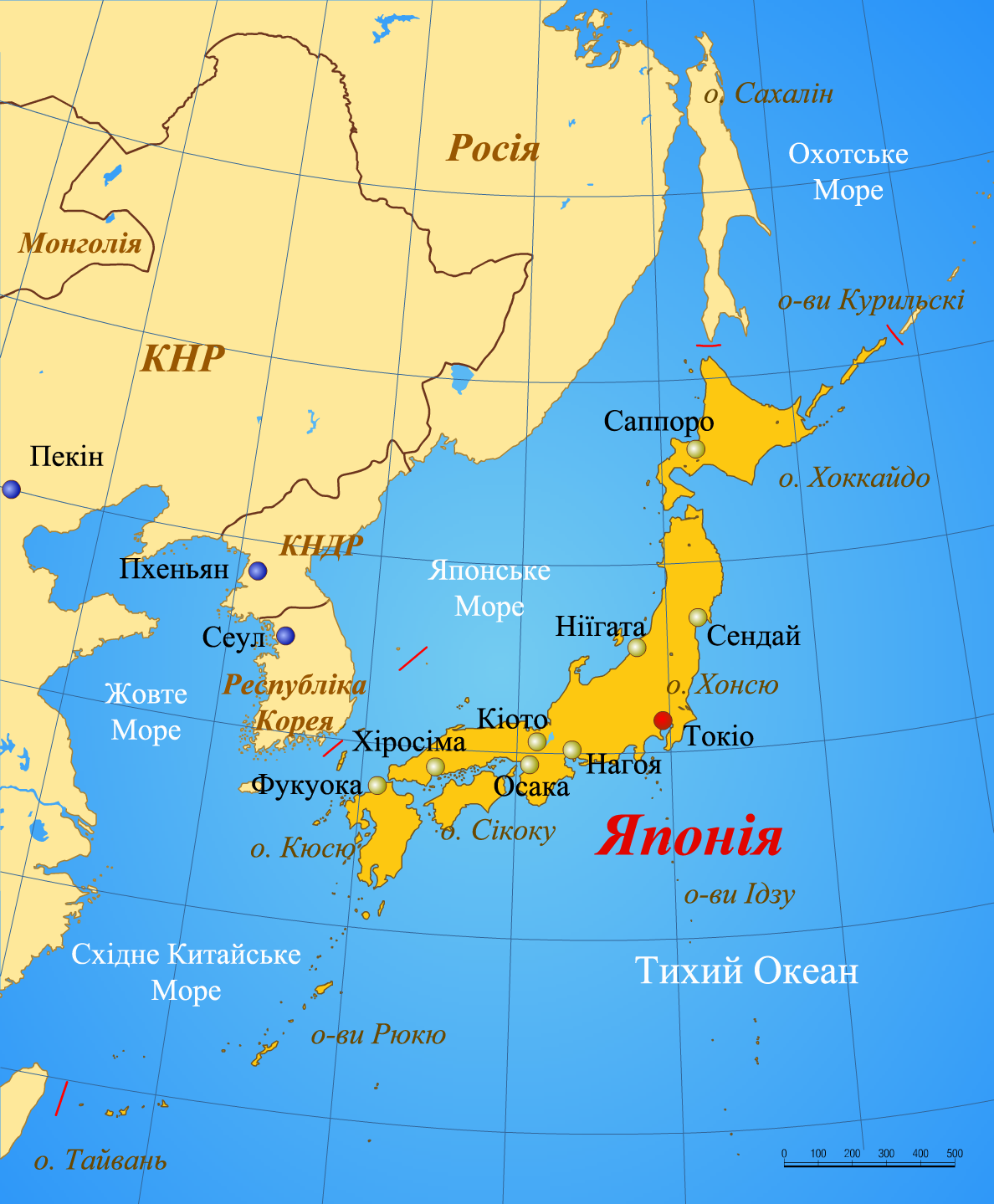

Япо́нія — країна зі значною лісистістю; її гори на півдні вкриті субтропічними, в центральній частині — мішаними, на півночі — хвойними лісами. Більше 2/3 території Японії займають ліси і гори, чагарники, непридатні для сільського господарства, промисловості чи проживання через часті тайфуни, зсуви і землетруси; значна частина лісів, більш ніж 1/3 — штучні насадження. Природна рослинність добре збереглася навіть в густонаселених районах. Приблизно третина лісів належить державі.
Японія — імпортер деревини. Японія забезпечує власні потреби в деревині лише на 20 %. Країна імпортує сьогодні близько 50 % деревини, що споживається, в основному з Канади. При цьому частка імпорту Японії у світовому імпорті становить 14 %

## Ґрунти Японії
Для Японії характерні ґрунти підзолистого і червоноземного типів; на рівнинах — змінені багатовіковою культурою алювіальні ґрунти. Дуже родючі ґрунти, поширені на корі вивітрювання андезитів і базальтів.

## Видовий склад

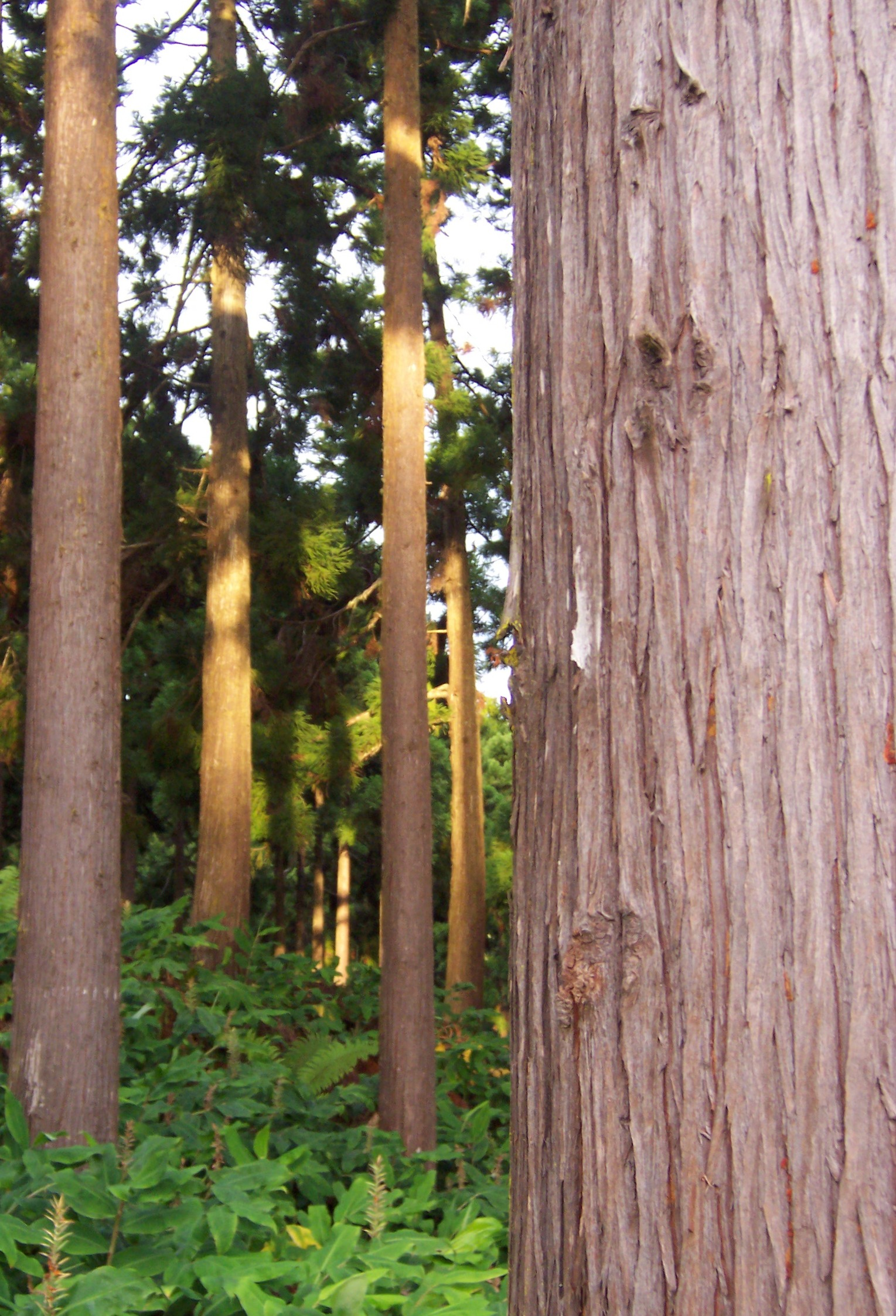
Cryptomeria japonica bark

Флора Японії відрізняється великою видовою різноманітністю і включає 2 750 видів, зокрема 168 деревних порід. Вона споріднена з рослинністю Східного Китаю і має велику кількість ендеміків (криптомерії японські кипариси та ін.).
Субтропічні вічнозелені ліси на острові Кюсю доходять майже до гребенів гір, але на північ від Токіо вони зустрічаються тільки місцями на низовинах. У деревному ярусі цих лісів виділяються циклобаланожик, кастанопсис, різні види дуба (гострий, сизий тощо). Зустрічаються пазанія камелія, магнолія, іліциум (анісове дерево), камфорний лавр, криптомерія. Рясний підлісок, багато ліан і епіфітів, головним чином папоротей.

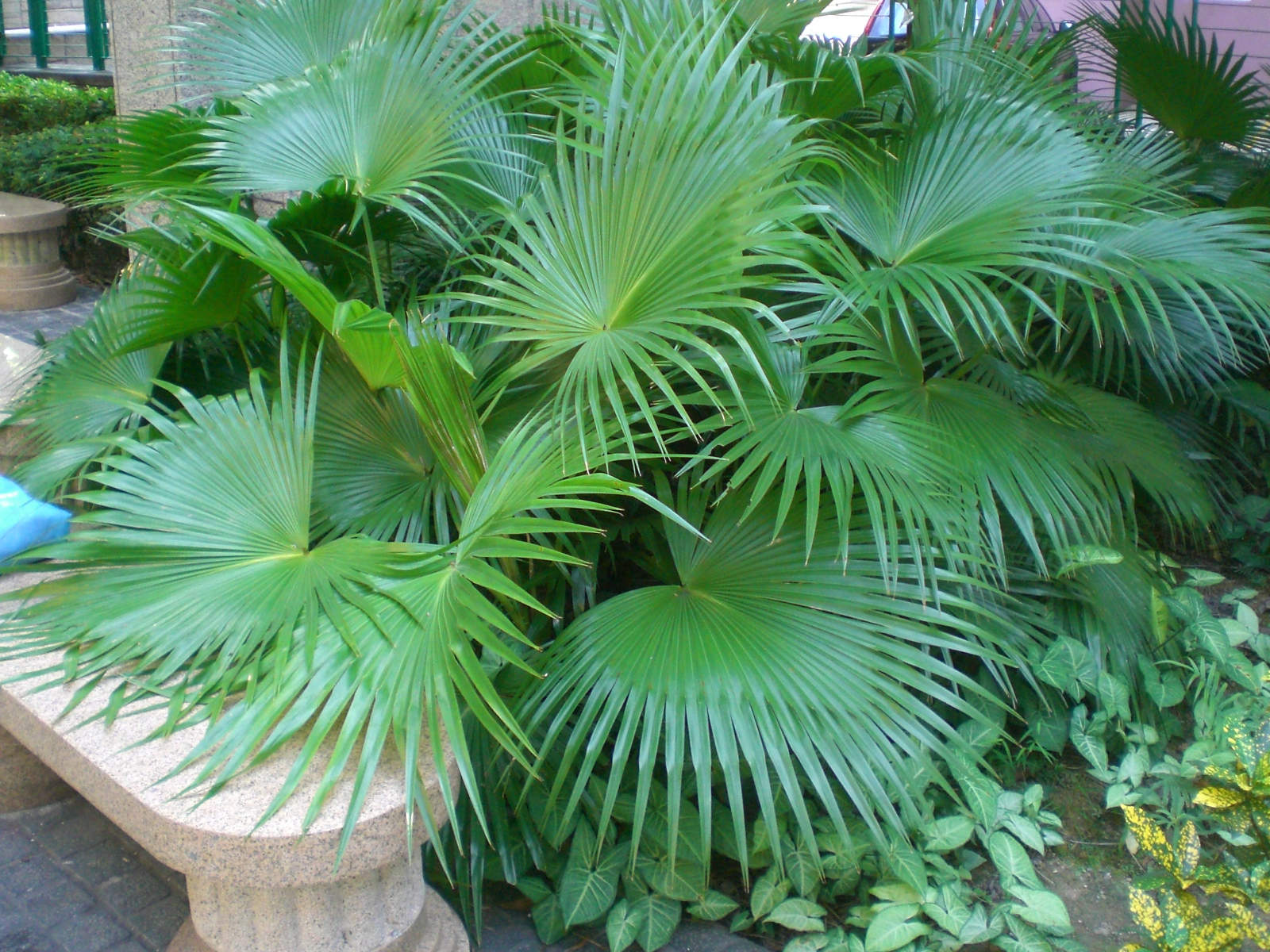
Лівістона

На півдні країни з'являються тропічні пальма, лівістона і аренга, папороть циатея деревоподібна, саговник, ногоплодник (Podocarpus). На піщаних ґрунтах зустрічається сосна густоквітна (Pinus_densiflora).
На півночі — це хвойні (ялина і ялиця) ліси помірного поясу, схожі на аналогічних далекосхідних. При русі на південь їх спочатку змінюють широколисті ліси (дуб, бук, клен), потім — хвойні ліси з японської криптомерії, кипарисів, сосни(південь Хоккайдо і північ Хонсю), услід (на півдні Хонсю і півночі Кюсю і Шікоку) — вічнозелені широколисті ліси (японська магнолія, зубчастий дуб). На Хоккайдо і на схилах гір південних островів (вище від 2 000 м) ростуть хвойні ліси, більшість яких штучно насаджена. У хвойних лісах Хоккайдо поширені хоккайдська ялина і сахалінська ялиця, місцями трапляється модрина. До складу нижнього ярусу входять чагарниковий тис, береза і в'яз; підлісок складається з густих заростей бамбука.
Широколисті ліси

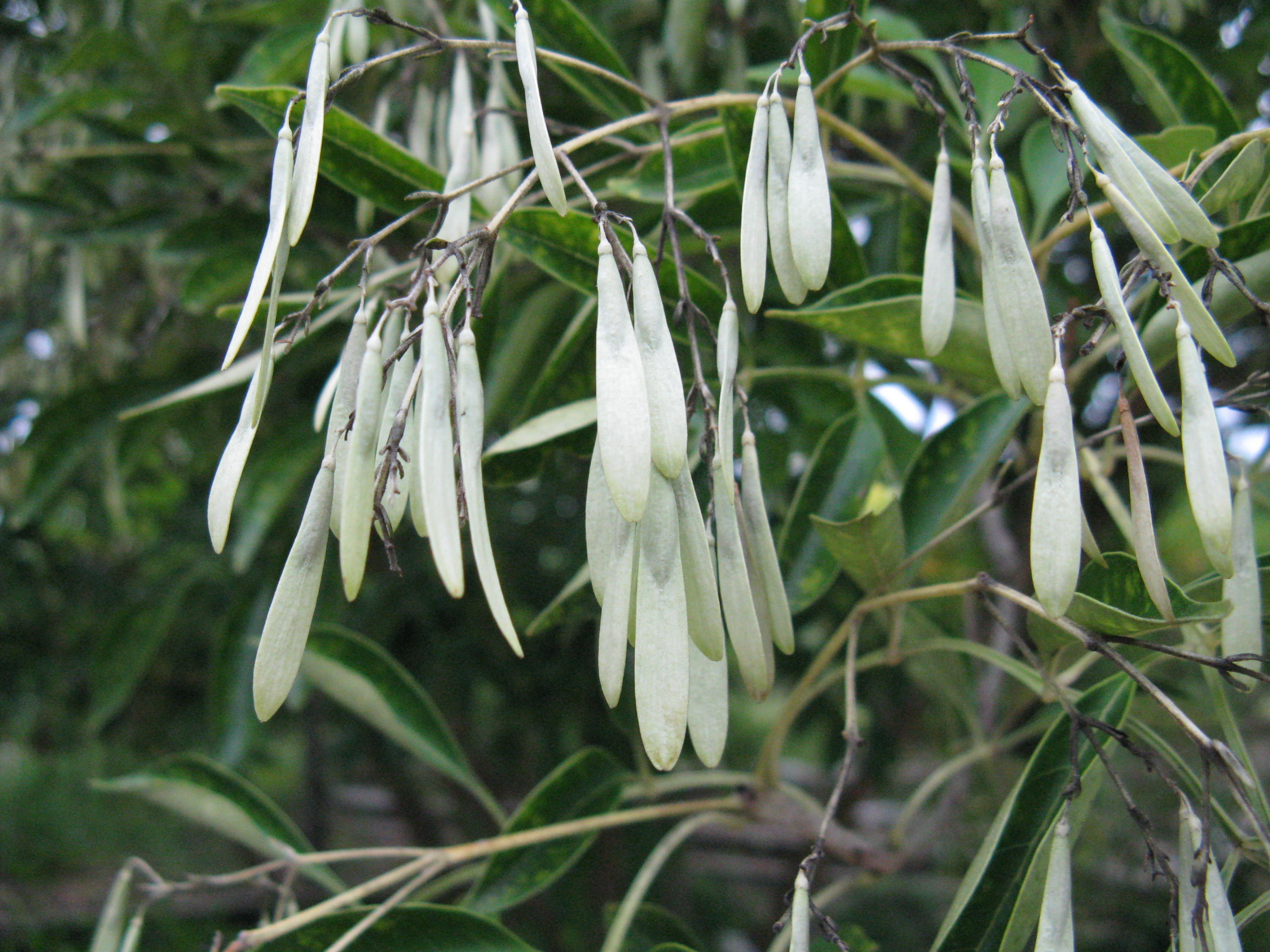
Fraxinus japonica

На півдні Хоккайдо і на півночі Хонсю нижньогірний пояс займають листопадні широколисті ліси.
Змішані широколисно-хвойні ліси тягнуться від Японських Альп, що лежать на захід від Токіо, до самої півночі Хонсю і південно-західної частини Хоккайдо. Тут звичайні такі широколисті породи, як бук, дуби зубчастий (Quercus dentata) і крупнопильчастий (Quercus macrophylla), каштан звичайний і кінський, багато видів (близько 20) клена, маньчжурський ясен і липи, лапіна, граб, хмелеграб (Ostrya), дзелква, місцевий вид волоського горіха (Juglans sieboldiana), осика, каштан, в'яз, береза, липа, вільха. З хвойних присутні криптомерія (заввишки до 60 м), кипарисовик, тсуга, лжетсуга, тис і інші. На Хоккайдо переважають ліси з хвойних порід, особливо ялиці.
Високо ціняться хвойні, що трапляються в цьому поясі як домішки (криптомерії, японські кипариси, туйопсиси, момі, тсуги). До складу підліска входять магнолії, бамбук, дика вишня. В лісах багато ліан.
Гора Фудзі, ще декілька піків в центральній частині Хонсю і центральний гірський масив на Хоккайдо підносяться над межею деревної рослинності, на висоті понад 500–1000 м розвинена високогірна чагарникова зона з ландшафтом дрібнолісся (береза, горобина), заростями вересів, рододендронів і особливо кедра-стелючки, субальпійські і альпійські луки.
Субтропічні ліси

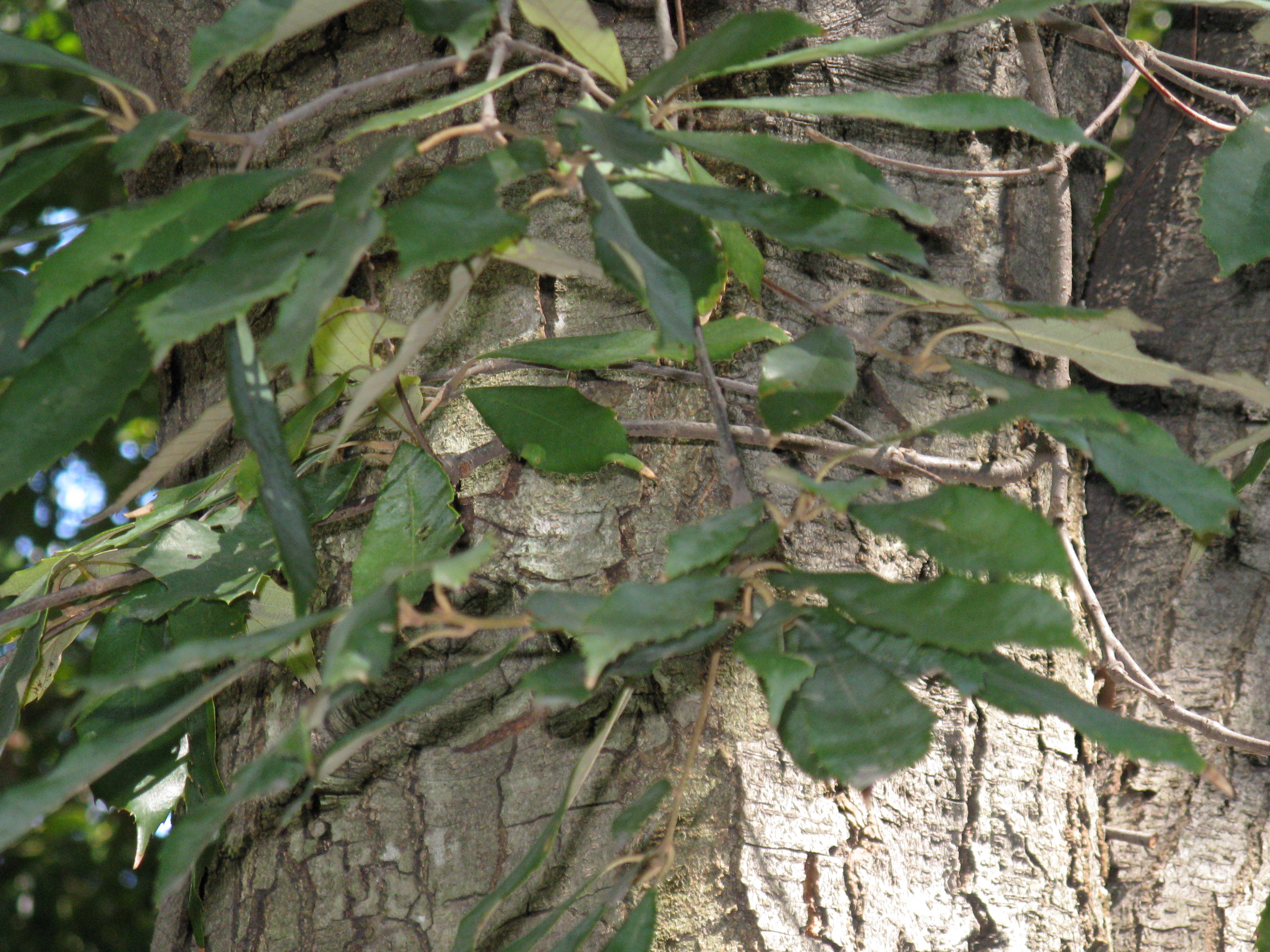
Quercus gilva

Найхарактерніші для Японії ліси субтропічного поясу, який займає нижньогірні схили на південь від 37—38° пн. ш.
На самому півдні (південь Кюсю і Рюкю) тягнуться субтропічні вічнозелені ліси. Ці ліси багатоярусні, багаті на види, серед яких численні ендемічні. Багато папоротей, ліан, епіфітів. Окрім того, тут навіть можна зустріти вологі тропічні ліси, в яких зустрічаються пальми (Chamaerops excelsa), деревоподібні папороті, банани і навіть фікуси. У горах — вічнозелені дуби (Quercus gilva, Q. acuta та інші) і різноманітні тропічні хвойні породи. Часто трапляється камфорний лавр.
Субтропічні ліси надзвичайно багаті на хвойні. Тут ростуть японські види сосни (Pinus densiflora і Pinus Thunbergii) з дуже своєрідними кронами, японська ялиця, момі й тсуга, але найбільше значення мають такі ендемічні хвойні, як японські кипариси (Chamaecyparis obtusa), криптомерія (Cryptomeria japonica), туя, туйопсиси, сціадопітиси, а також з родини тисових подокарпуси, тореї і тиси.
До складу підліска входять бамбук, азалії, аралії, магнолії, гарденії, павлонії, аукуба, сливими і вишні та інші. Місцями зберігаються гаї релікта мезозойської ери — гінкго (Ginkgo biloba). З культурних рослин поширені рис, чайний кущ, цитрусові.
В багатьох районах Японії ростуть дерева, деревина яких вважається будівельним матеріалом вищої якості, наприклад, японський кедр, японський кипарис і дзелькава.
Тропічні лісиНа півдні Кюсю і на островах Рюкю розвинений збіднений варіант вологих тропічних лісів, для яких характерні пальми, фікуси, деревоподібні папороті, бамбук, орхідеї, а з культурних рослин — рис, батат, цукрова тростина, пальми і банани.

## Бамбуковий ліс

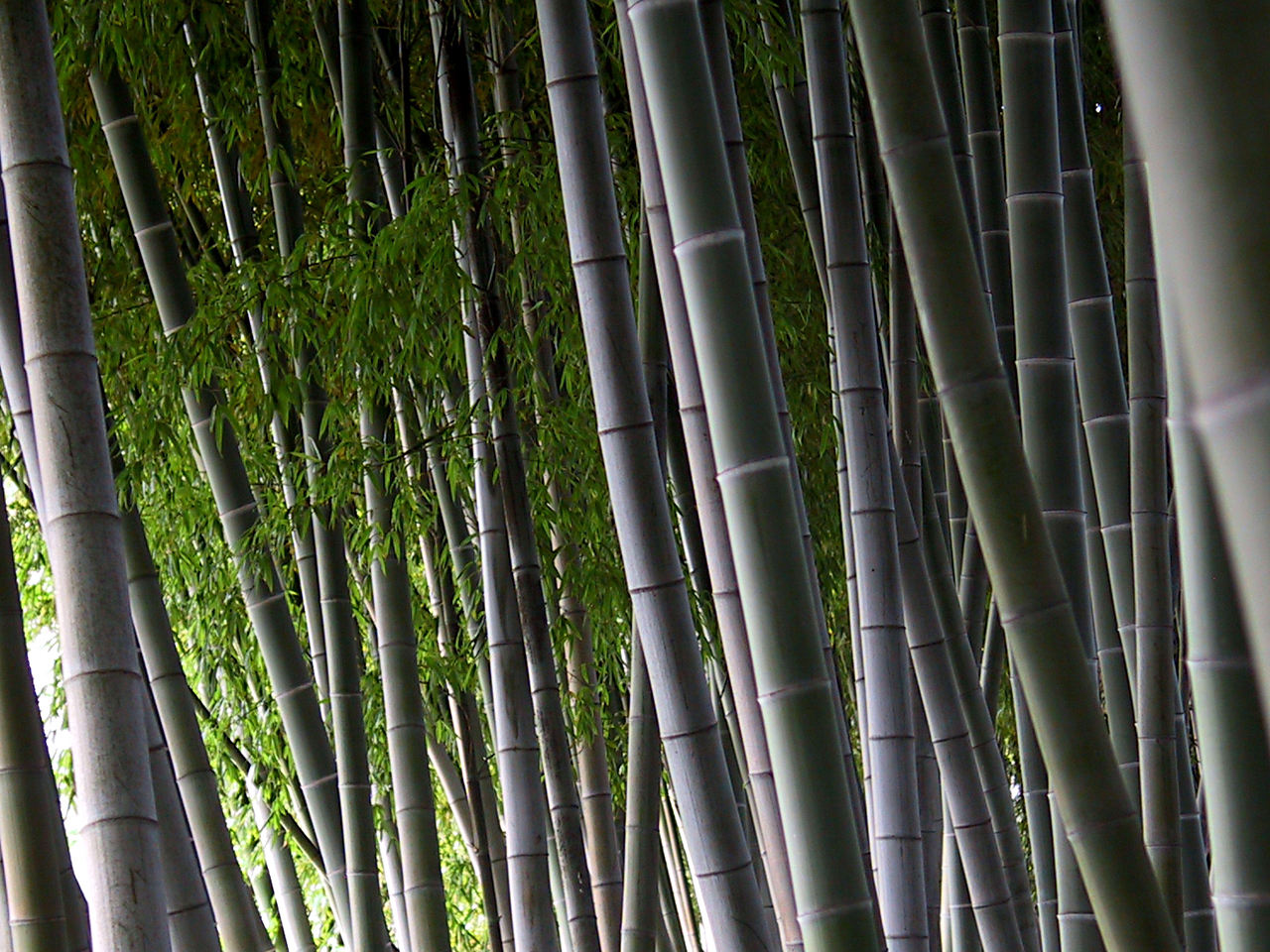
Бамбуковий ліс

Бамбук міцний, гнучкий, швидко росте і тому часто використовується у виготовленні меблів, кошиків, музичних інструментів тощо. У Японії, в основному, виростає бамбук виду «мосо», що походить з Китаю і відомий своїм швидким ростом. Всього за один місяць рослина здатна досягти 20 метрів у висоту і до 20 см в діаметрі.
За останніх 20 років площа бамбукових лісів в центральних районах Японії збільшилася удвічі.
Учені вважають, що причина розповсюдження бамбукових лісів — попит, що невпинно знижується, на цей тип деревини і імпорт дешевих бамбукових паростків для японської кухні з Китаю. В результаті ліс не проріджують, і, фактично, вони залишаються без нагляду.
Швидке розповсюдження бамбукових лісів в центральній Японії загрожує існуванню дубів, кедрів і інших цінних порід дерев; є небезпека швидкого зникнення традиційних японських ландшафтів, погіршення стану екосистеми тощо.
У бамбукових лісах мало світла, а живильні властивості ґрунту низькі. Це перешкоджає зростанню інших видів рослин і існуванню там комах і птахів.
Для боротьби із надмірним ростом бамбукових лісів, учені винайшли хімікат — уповільнювач зросту. Дія його на лісову фауну і ґрунтові води невідома.

## Рослинність лісів
Природна рослинність Японії сильно постраждала від діяльності людини. Ліси відтіснені сільськогосподарськими угіддями, особливо на низовинах. Тільки на окремих приморських ділянках, зайнятих дюнами, збереглися соснові ліси і чагарники ялівцю. У заболочених місцевостях, не використаних для рисових полів, росте лотос. Нерідко його спеціально розводять заради їстівних кореневищ і насіння, що містять олію.

## Охорона лісу
На деяких островах збереглися природні ліси з японської криптомерії, окремим деревам якої, що досягає 40—50 м у висоту і 5 м в діаметрі, вже близько 2000 років.
Після Другої світової війни було посаджено багато будівельного лісу й сучасна лісова галузь значною мірою залежить від запасів цих лісонасаджень.
У 1950 в Японії був ухвалений закон, за яким понад 400 дерев отримали статус національного пам'ятника природи. Цей статус найчастіше пов'язаний з віком, іноді з історичною важливістю. Такий же статус мають деякі реліктові і прихрамові ліси. У Японії території мають різний ступіть охорони: заповідники, природні парки, зони відпочинку, курорти.
Лісові масиви в країні цілеспрямовано відновлювалися, багато в чому за рахунок урядових субсидій. Уряд, виділяючи на лісопосадки кошти, вимагав заміни так званих комерційно непридатних природних лісів на продуктивніші. В результаті дуб, клен й багато інших широколистих дерев замінювалися вигідною з погляду економіки криптомерією, високі ділові якості деревини якої поєднуються з швидким зростом. Площі лісів були збережені, але в результаті подібного підходу це вже далеко не ті ліси, які були 5—6 десятиліть тому. Зараз 41 % лісів в Японії є штучними посадками, але 44 % з них, приблизно 5 млн. га, — це масиви криптомерії.